# L'usurpatore (film 1932)
L'usurpatore (Strangers in Love ) è un film del 1932, diretto da Lothar Mendes.

## Produzione
Il film fu prodotto dalla Paramount Pictures.

## Distribuzione
Distribuito dalla Paramount Pictures, il film uscì in prima a New York il 5 marzo 1932.